# Houille
Pour les articles ayant des titres homophones, voir Houilles et Ouille (homonymie).
Pour les articles homonymes, voir Houille (rivière) et Houille blanche.

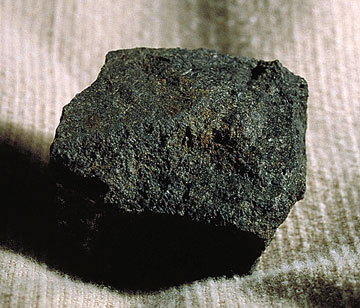
Houille.

La houille est une roche carbonée sédimentaire correspondant à une qualité spécifique de charbon, intermédiaire entre le lignite et l'anthracite (soit 80 à 90 % de carbone). De couleur noirâtre, elle provient de la carbonisation d'organismes végétaux et peut donc servir de combustible fossile.
Ce combustible est utilisé depuis le XIe siècle et son extraction dans les mines a rendu possible la révolution industrielle au XIXe siècle. Depuis, la houille constitue une des principales sources d'énergie des pays industrialisés.
L'appellation courante de charbon désigne généralement la houille.

## Étymologie

### Légendaire
D'après la légende, la houille tiendrait son nom d'un maréchal-ferrant belge nommé Houillos ou Prudhomme-le-Houilleux Tiel, né en 1018, originaire de Plenevaux, près de Liège qui l'aurait découverte. Une comédie, Houillos ou la découverte de la houille, signalée en 1939 par la revue Enfantine, le dit âgé de 39 ans lorsqu'il fait sa découverte. En 1874, Charles Deulin dans La Marmite du Diable attribue une autre origine au nom. Celui-ci viendrait de Jean Hullos, un maréchal-ferrant d'Escautpont qui l'aurait trouvée le premier. Jules Verne évoque ces diverses origines légendaires dans le chapitre V de son roman Les Indes noires. Il tient vraisemblablement sa source du Voyage d'Italie (1743) de Maximilien Misson qui les présente.

### Historique
Le terme « houille » serait l'équivalent francisé du wallon hoye ou hougne. Dans la Province de Liège, le mot remonterait au XIe siècle, où on le retrouve dans des actes du Chapitre de Saint-Lambert en 1278 et 1299, ainsi que dans ceux de l'abbaye du Val Benoît en 1281. D'après Jean Haust, le mot « hoye » existait avant la découverte de la houille et signifie « fragment, éclat, motte » en wallon liégeois. Avec la découverte du charbon, « hoye » fut utilisé pour désigner la houille en morceaux et le mot se répandit à partir de 1200 à l'ouest et au sud de la Wallonie dialectale.
D'après Bormans, « hoye » viendrait des dérivés du verbe « schillen » (peler), « scho, schael », et signifierait « écaille, motte de terre, schiste ». Une autre origine possible du mot serait « Hullos » ou « Hollius », un forgeron légendaire de Plainevaux qui aurait découvert la houille en Publémont.

Reconstitution d'une forêt tropicale du Carbonifère

## Processus de formation
L'élaboration naturelle de la houille s'est opérée à partir de matière organique, celle produite par les forêts tropicales du Carbonifère — en passant notamment par la production de kérogène. On parle ainsi communément de « forêt houillère », : c'est l'enfouissement et la transformation de ces paléoforêts marécageuses qui est à l'origine des gisements de houille.
Indépendamment de leur intérêt économique, les bassins houillers fournissent ainsi de précieuses informations sur les anciennes flores et les anciens paysages terrestres.

## Caractéristiques de la houille

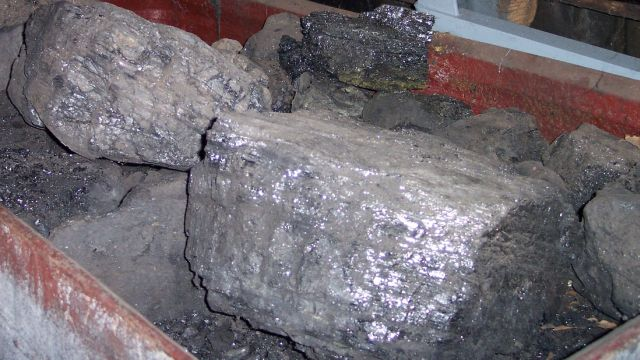
Extraction du charbon. Selon sa provenance, dans une même veine ou mine de charbon, la houille peut avoir des qualités différentes qu'il est intéressant de connaitre, ce qui peut maintenant être fait grâce à des analyseurs fonctionnant sur le flux continu du charbon extrait ou lavé

La houille est une qualité spécifique de charbon, terme générique qui recouvre trois catégories de combustibles solides de même origine (kérogène), mais dont les gisements sont à différents stades de transformation : la tourbe, le lignite et enfin la houille, dont l'anthracite est une variété de qualité supérieure.

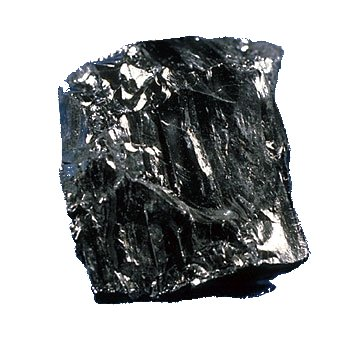
Anthracite

Pour les besoins industriels et domestiques, un charbon se caractérise par :
- sa teneur en matières volatiles (MV) exprimée en pourcentage par rapport à la masse totale. Celles-ci sont constituées sensiblement de méthane et d'hydrogène ; sous l'effet d'une élévation de température, les matières volatiles se dégagent du combustible, s'enflamment facilement, et accélèrent la combustion ;
- son pouvoir calorifique (exprimé en kJ/kg), quantité de chaleur fournie par la combustion d'un kg de charbon ;
- sa teneur en eau exprimée en pourcentage ;
- sa teneur en cendres exprimée en pourcentage. Les cendres sont les résidus solides de la combustion du charbon, et peuvent contenir des polluants, métalliques notamment, de 20 à 120 ppm de métaux radioactifs (uranium, thorium, radium…), qui se concentrent dans les tas de cendres issus de la combustion du charbon, ce qui contribue à la pollution de l'environnement ;
- sa teneur en soufre exprimée en pourcentage ; la présence de dioxyde de soufre et de traces de mercure ou d'autres métaux dans les fumées de combustion contribue à la pollution de l'environnement.

| Produits                                | Teneur en carbone (en %) | Pouvoir calorifique (en kJ/kg) |
| --------------------------------------- | ------------------------ | ------------------------------ |
| Anthracite                              | 93 - 97                  | 33 500 - 34 900                |
| Charbon maigre et houille anthraciteuse | 90 - 93                  | 34 900 - 36 000                |
| Charbon demi-gras ou semi-bitumineux    | 80 - 90                  | 35 000 - 37 000                |
| Charbon gras ou bitumineux à coke       | 75 - 90                  | 32 000 - 37 000                |
| Flambant                                | 70 - 80                  | 32 700 - 34 000                |
| Lignite                                 | 50 - 60                  | < 25 110                       |
| Tourbe                                  | < 50                     | 12 555                         |

Des analyseurs de charbon existent maintenant, fonctionnant en continu.

## Utilisations de la houille

### Histoire
La houille est utilisée depuis le XIe siècle comme combustible pour le chauffage et même la cuisson.
Ainsi dans l'Encyclopédie ou Dictionnaire raisonné des sciences, des arts et des métiers : « Le charbon de terre est d'une grande utilité dans les usages de la vie. Dans les pays où le bois n'est pas commun, comme en Angleterre & en Écosse, on s'en sert pour le chauffage & pour cuire les aliments ; & même bien des gens prétendent que les Viandes rôties à un pareil feu, sont meilleures ; il est certain qu'elles sont plus succulentes, parce que le jus y est plus concentré. (…) Pour le ménager, les pauvres gens le réduisent en une poudre grossière qu'ils mêlent avec de la terre glaise ; ils travaillent ce mélange, comme on feroit du mortier ; ils en forment ensuite des boules ou des espèces de gâteaux, qu'on fait sécher au soleil pendant l'été. On brûle ces boules avec du charbon de terre ordinaire ; & quand elles sont rougies, elles donnent pendant fort long-temps une chaleur douce & moins âpre que celle du charbon de terre tout seul. (…) Plusieurs Arts & Métiers font, outre cela, un très grand usage du charbon de terre. Les Maréchaux & Serruriers, & tous ceux qui travaillent en fer, lui donnent la préférence sur le charbon de bois ; parce qu'il échauffe plus vivement que ce dernier, & conserve la chaleur plus long-tems. En Angleterre, on s'en sert dans les Verreries de verre ordinaire, & même de crystal ; on en vante sur-tout l'usage pour cuire les briques & les tuiles ; & dans beaucoup d'endroits on s'en sert avec succès pour chauffer les fours à chaux. »
En Angleterre, le risque de pénurie de charbon de bois, initialement utilisé dans les fonderies oblige l’industrie métallurgique anglaise à rechercher une autre matière première pour son industrie : le charbon de terre, la houille. À l’état brut, celui-ci est impropre aux utilisations de cette industrie et nécessite une « distillation » dans des cornues, regroupées en batteries, dans une usine appelée cokerie. Le produit obtenu est le coke.
La date de l’invention du coke n’est pas réellement connue. Le métallurgiste allemand du XIXe siècle, Ledebur (Adolf Ledebur), mentionne un dépôt de brevet par l’anglais Dudd Dudley en 1619. Le développement réel de la production de coke aura lieu à la fin du XVIIIe siècle. C’est notamment le remplacement du charbon de bois par le coke par Abraham Darby qui lança son utilisation industrielle.
La « distillation » (en fait une pyrolyse) de la houille permettra par la suite d'obtenir le gaz de houille à des fins d'éclairage. Le gaz de houille contient 50 % de dihydrogène, 32 % de méthane et 8 % de monoxyde de carbone. La propriété de la découverte du gaz d'hydrogène carburé (Lebon) ou gas light (Murdoch), ou gaz de houille, (mais aussi gaz d'éclairage, gaz manufacturé, gaz de ville, etc.) aux alentours de 1800 a fait débat à l'époque. Elle se trouve partagée entre le français Philippe Lebon, l'anglais William Murdoch, l'allemand Frédéric-Albert Winsor, le limbourgeois Jan Pieter Minckelers qui est le seul à ne pas lui avoir donné de suites industrielles. À partir de 1812, la diffusion du gaz de houille comme gaz d'éclairage se fait à Londres d'abord, à Paris ensuite, sous l'impulsion de Frédéric-Albert Winsor à une époque où l'on s'éclaire encore à l'huile. Dans la foulée, diverses sociétés sont fondées dans le but d'équiper les grandes villes européennes, parmi lesquelles la société anglaise Imperial Continental Gas Association, qui seront à l'origine des grands groupes énergétiques modernes.
Dans un premier temps des usines à gaz sont construites pour produire le gaz de houille (d'où son nom de gaz manufacturé) ; la revente du coke, sous-produit de la fabrication du gaz, est suffisant à payer la houille. Dans un second temps, l'approvisionnement en gaz se fait auprès des cokeries. Le gaz devient sous-produit de la fabrication du coke. Ce développement des cokeries est favorisé par l'essor de la carbochimie à partir de 1920 et la valorisation de nouveaux sous-produits du coke : benzol, hydrogène, éthylène, etc.
D'autres sources d'approvisionnement en énergie apparaissent en concurrence de la houille. On les désigne à l'aune de la houille qui est à ce moment omniprésente, un peu comme à notre époque, on désigne le pétrole brut sous le terme d'« or noir ». La formule « houille blanche » par exemple, développée à Grenoble à partir de 1878 au cours de réunions locales, puis à la foire de Lyon en 1887 par Aristide Bergès, est définitivement popularisée lors de l’Exposition universelle de 1889, où il en fait l’expression populaire pour caractériser la puissance hydraulique sous toutes ses formes. On distingue :
- houille noire, désigne la houille ;
- houille blanche, désigne l'énergie hydroélectrique ;
- houille bleue, désigne l'énergie marémotrice et l'énergie des vagues ;
- houille d'or, désigne l'énergie solaire ;
- houille incolore, désigne l'énergie éolienne ;
- houille rouge, désigne la géothermie ;
- houille verte, désigne l'énergie des cours d'eau.

Les gaz manufacturés sont remplacés, pour l'éclairage urbain par l'électricité à partir de 1880, et pour ses différents usages domestiques et industriels, notamment le chauffage et la cuisson, par le gaz naturel, surtout à partir de la crise de 1929, plus largement à partir de la fin de Seconde Guerre mondiale.
La transformation du charbon en gaz suscite un regain d'intérêt avec la découverte en 1926 du procédé Fischer-Tropsch (permettant de générer un carburant liquide synthétique appelé synfuel). À l'occasion l’appellation gaz de synthèse ou syngas (abréviation de synthetic gas) fait son apparition qui englobe les gaz manufacturés ainsi que les expériences modernes pour créer des gaz synthétiques. Puis l'utilisation du charbon devient marginale : au milieu des années 1980, les hydrocarbures (gaz naturel ou coupes pétrolières) sont la source principale des gaz de synthèse.

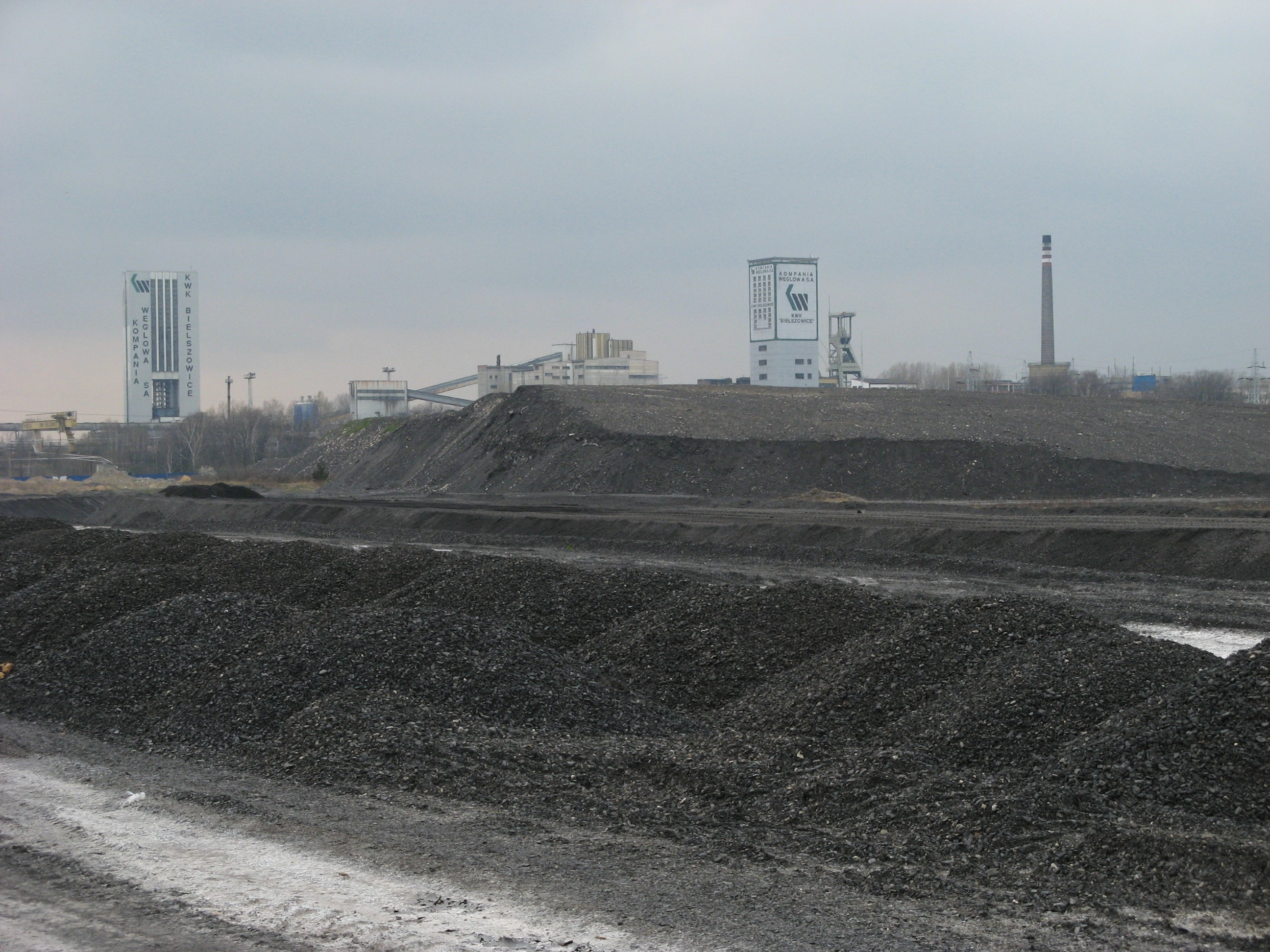
L'exploitation souterraine ou à ciel ouvert du charbon (ici à Bielszowice, en Pologne) a toujours des impacts sur le paysage, l'environnement et la santé. Le charbon est aussi une source de, gaz à effet de serre, de même que le méthane qui dégaze des veines à l'air libre sous forme de grisou ou de gaz très dilué.

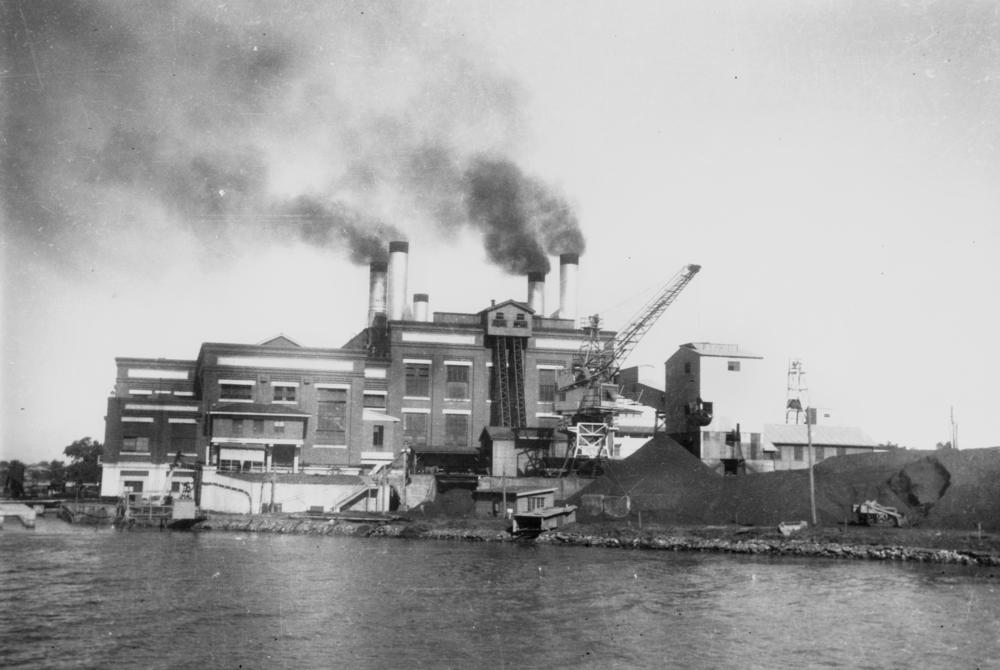
Des millions de tonnes de charbon ont alimenté des milliers de centrales thermiques dans toutes les régions du monde, devenant source de nuisances : pollution de l'air, gaz à effet de serre, accumulation de cendres et mâchefer.

La houille est surtout utilisée actuellement :
- dans les centrales thermiques utilisées pour la production d'électricité ou le chauffage urbain ;
- dans la sidérurgie, essentiellement pour la fabrication du coke utilisé dans les hauts-fourneaux ; entre 600 et 700 kg de charbon sont nécessaires pour produire une tonne d'acier ;
- le chauffage individuel au charbon est en recul par rapport à d'autres sources d'énergie.

### Production d'électricité
L'utilisation du charbon dans les centrales thermiques est très importante ; ces centrales fournissent 40 % de la production mondiale d'électricité, la moitié aux États-Unis et en Allemagne. Longtemps considéré comme dépassé, l'intérêt du charbon revient quand les besoins énergétiques atteignent les capacités maximales de production de pétrole ou de gaz naturel, renchérissant leur coût. L'utilisation du charbon, notamment dans les centrales électriques, a fait et continue à faire des progrès énormes en matière de réduction des émissions de polluants tels que le soufre, les oxydes d'azote et les particules fines. Par contre rien ou presque n'a changé en matière d'émission de gaz à effet de serre. Une centrale au charbon actuelle émet sensiblement moins de CO2 par kilowatt-heure produit qu'une ancienne (du fait du meilleur rendement) mais deux fois plus qu'une centrale au gaz. Le retour du charbon sera donc (et est déjà) très néfaste en matière de réchauffement climatique. La séquestration du CO2 apparaît comme une solution intéressante, mais elle ne sera pas disponible à grande échelle avant de nombreuses années.

#### États-Unis
Au cours des années 1990, les compagnies électriques préférant construire des centrales à gaz, peu de nouvelles centrales électriques au charbon avaient vu le jour aux États-Unis. Depuis, globalement le prix du gaz augmente et devient extrêmement instable, du fait notamment du déclin de la production américaine, et une centaine de nouvelles centrales à charbon ont été projetées, pour une puissance totale de d'environ 60 gigawatts, sur la période 2005-2013. Ces projets se heurtent le plus souvent aux refus des populations proches et des autorités locales. La recherche s'oriente vers une utilisation plus écologique du charbon et vers une production de carburants de synthèse fabriqués à partir du charbon. En 2003, le département de l'Énergie des États-Unis a en outre lancé le programme de recherche FutureGen, afin de répondre aux exigences environnementales.

#### Chine
En 2003, la république populaire de Chine produit 79 % de son électricité à partir du charbon. Pékin prévoit d'ajouter environ 70 nouvelles centrales à charbon par an ; en 2006, cinq centrales à charbon étaient construites par semaine. Ce pays devrait devenir le plus gros émetteur de dioxyde de carbone d'ici à 2009. En effet, la plupart des centrales électriques thermiques sont vétustes et très polluantes, car elles fonctionnent grâce à la technique de pulvérisation du charbon. En 2007, la Chine possède 13 % des réserves mondiales de charbon soit 118 milliards de tonnes. Les plus importantes entreprises charbonnières sont Shenhua Group et Yankuang. En 2008, avec 25 000 mines, le pays est le premier producteur (2,5 milliards de tonnes par an), consommateur et exportateur mondial.

#### Allemagne
Dans le Brandebourg se trouve l'une des premières centrales pilotes, dites à « charbon propre ». Ce projet utilise l'oxydoréduction, l'une des techniques pour piéger et séquestrer le dioxyde de carbone dégagé par le combustible. Les centrales de ce type devraient se banaliser jusqu'en 2020.

#### Afrique du Sud
Cinquième producteur mondial, la nation arc-en-ciel a montré en janvier 2008 les failles de sa politique du tout-charbon. Par manque de centrales thermiques, elle n'a pu faire face à la demande en électricité, d'où un terrible black-out.

### Production de gaz par récupération du gaz de couche ou grisou
Dans quelques cas, on récupère le gaz naturel minier (dit « grisou ») dégazant naturellement des veines d'exploitation souterraines abandonnées. Dans le Nord de la France, les installations de la société Gazonor récupèrent ce grisou (sauf dans les extrémités est et ouest du bassin minier) et le réinjectent dans le réseau de Gaz de France. C'est aussi un moyen d'éviter que des quantités importantes de méthane (gaz à effet de serre important) ne rejoignent l'atmosphère. La société European Gas Limited, en Lorraine, est la seule en France à mener des recherches sur la récupération du grisou dans les couches de charbon non exploitées.

### Gazéification et liquéfaction du charbon

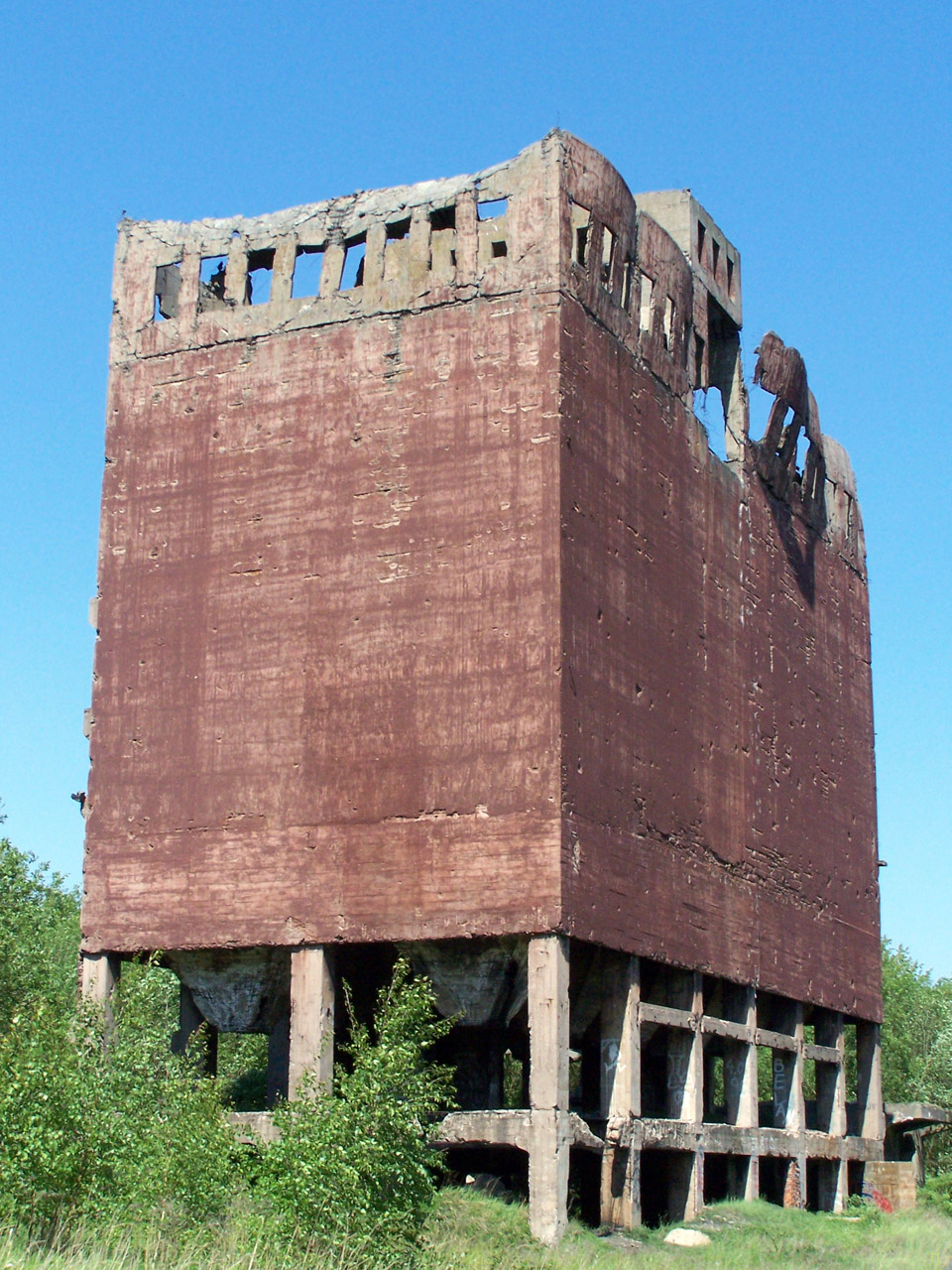
Restes d'une usine de production d'essence synthétique (Hydrierwerke Pölitz – Aktiengesellschaft) près de la ville de Police en Pologne.

Des procédés permettent de convertir le charbon en gaz ou en hydrocarbures liquides.
La gazéification du charbon consiste, avec un apport d’oxygène, à transformer le charbon en gaz composé de monoxyde de carbone et d’hydrogène, appelé gaz de synthèse ou « syngas ». Ce mélange est en général brûlé pour produire de l’électricité comme dans les centrales de type IGCC. Il peut également être converti en hydrocarbures liquides comme indiqué dans la suite.
La liquéfaction du charbon, plus connue sous le terme anglais « Coal-To-Liquids » ou « CTL », consiste en la conversion du charbon en hydrocarbures liquides proches des carburants issus de la pétrochimie.
Deux familles de procédés existent :
- la voie directe consiste en la dissolution de charbon pulvérisé dans le fluide qui tourne en boucle en présence d’hydrogène. Le produit est alors traité et purifié pour l’obtention de naphta et d'un simili-diesel ;
- la voie indirecte consiste, dans un premier temps, à gazéifier le charbon. Le gaz obtenu est un mélange de monoxyde de carbone et d’hydrogène. Deux techniques permettent de le convertir en hydrocarbures liquides : le procédé Fischer-Tropsch, polymérisation en présence de catalyseurs, et la conversion en méthanol, intermédiaire classique du raffinage et de la pétrochimie.

Ces deux voies ont été inventées en Allemagne : la voie directe par Friedrich Bergius en 1913, la voie indirecte par Franz Fischer et Hans Tropsch en 1923. Les deux procédés ont été appliqués industriellement en Allemagne, notamment pendant la Seconde Guerre mondiale.
Le pétrole, alors bon marché, et produisant des carburants de manière un peu moins polluante que le charbon, a ensuite remplacé la houille comme matière première.
Après les chocs pétroliers des années 1970, le CTL a connu un regain d’intérêt, qui a conduit à la création d'unités pilotes notamment aux États-Unis et au Japon. Le niveau du prix du pétrole dans les années 1990 a de nouveau provoqué un ralentissement de ces efforts. De nouvelles méthodes permettant d'exploiter le gaz de schiste emprisonné dans les roches profondes ont dans les années 2000 fait baisser le prix du gaz, rendant ces alternatives encore moins attractives.
L’Afrique du Sud, pour des raisons d'indépendance énergétique, a cependant développé plusieurs unités. Sasol y produit aujourd'hui à partir du charbon environ 30 % de la consommation en hydrocarbures liquides du pays, par la voie indirecte et la synthèse Fischer-Tropsch.
Fin 2008, le Chinois Shenhua a fait démarrer sa première unité de liquéfaction du charbon, avec un procédé direct, en Mongolie intérieure. Ces premiers essais, qui ont duré treize jours, ont été suivis d'une seconde campagne de test (commencée en octobre 2009).
Les enjeux économiques du CTL sont considérables. Le coût d’une unité industrielle est de plusieurs milliards d’euros. L’indicateur économique du coût de revient d'une unité est le « prix équivalent de pétrole brut », dont les valeurs communiquées par les industriels et dans la littérature sont extrêmement variables : de 35 à 90 dollars par baril.
L’enjeu essentiel du CTL est l'indépendance énergétique. Nombreux en effet sont les pays riches en charbon et relativement pauvres en pétrole, comme les trois géants que sont les États-Unis, la Chine et l’Inde. C’est dans ces pays que l’on trouve l’essentiel de la trentaine de projets à l’étude en 2008. L'exploitation du gaz de schiste est cependant en pleine croissance aux États-Unis, rendant cette alternative moins attractive. En outre, les choix politiques au sujet du dioxyde de carbone (gaz à effet de serre, protocole de Kyoto, etc.) peuvent constituer des obstacles au développement du CTL.
Le prix international de la liquéfaction du charbon a été décerné, pour l’année 2010, à M. Zhang Jiming, vice-président de China Shenhua Coal to Liquid & Chemical (Chine). Le prix 2011 a été remis à Paris le 3 mars 2011 à M. Rudi Heydenrich, gérant exécutif de Sasol Technology, en conclusion de la World CTL 2001 Conference.

## Exploitation de la houille

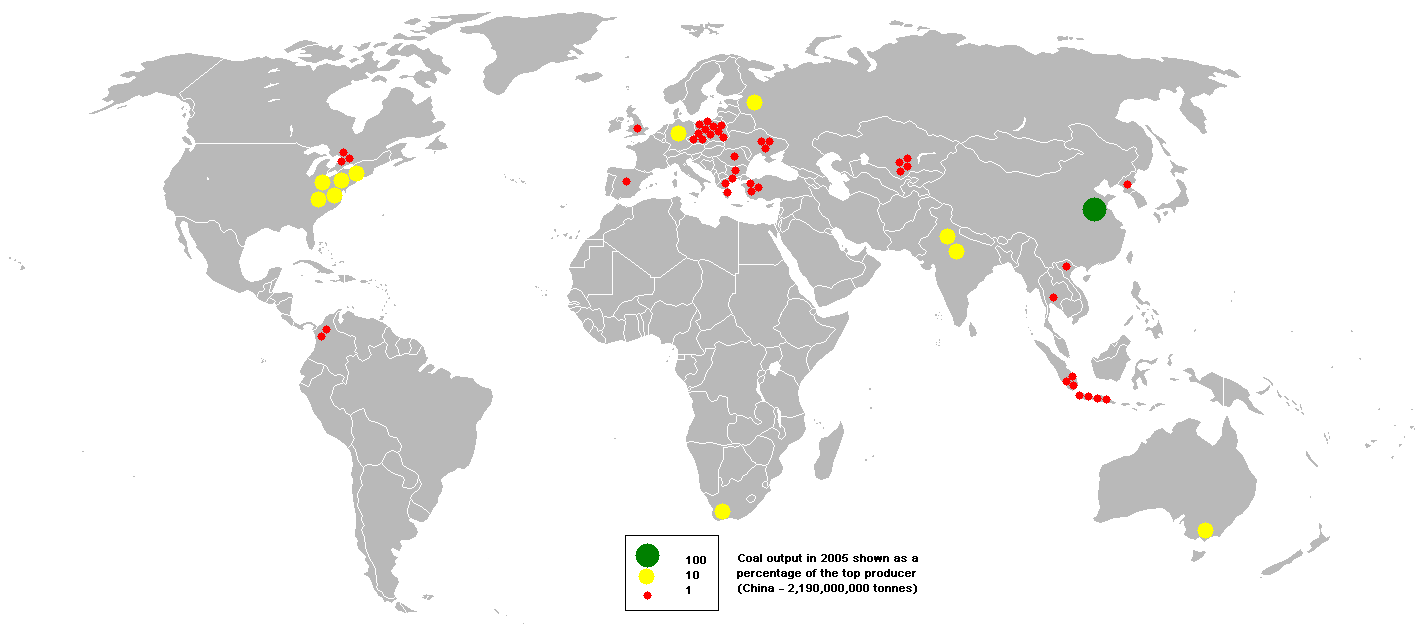
Sites producteurs de houille (2005).

Jusque vers l'an 2000, la production mondiale de houille était globalement relativement stable, en augmentation dans les pays en développement, mais en diminution dans les pays occidentaux riches en raison de son caractère polluant et moins pratique que les carburants gazeux ou liquides, ou en raison de l'épuisement des ressources. Le bassin minier du Nord-Pas-de-Calais a exploité, de 1850 à 1990, la partie occidentale d'un filon charbonnier s'étirant de la France à la Belgique (où l'exploitation a cessé aussi il y a une quinzaine d'années) et à l'Allemagne (où l'exploitation devrait durer jusqu'en 2018). Néanmoins, ces dernières années, la production a fortement augmenté, principalement sous l'impulsion de la Chine, qui représentait 45 % de la production en 2005, contre 19 % en 1990.
Production :
- 3564 millions de tonnes en 1990 (houille seulement) ;
- 3650 millions de tonnes en 2000 ;
- 4973 millions de tonnes en 2005, plus 900 Mt de lignite.

Voici les huit premiers pays producteurs de charbon en 2005, selon l'Agence Internationale de l'Énergie, la production incluant charbon « noir » et lignite :
| Pays                   | Production Mt | Notes                                       |
| ---------------------- | ------------- | ------------------------------------------- |
| Chine                  | 2226          |                                             |
| États-Unis             | 1028          | Plus grand producteur jusqu'en 1990         |
| Inde                   | 430           | Charbons de basse qualité (Arsenic, Soufre) |
| Australie (Queensland) | 372           | Premier exportateur                         |
| Afrique du Sud         | 315           |                                             |
| Russie                 | 220           |                                             |
| Indonésie              | 318           | Majorité de lignite                         |
| Pologne                | 160           |                                             |

Contrairement au pétrole, le charbon est majoritairement consommé dans les pays qui le produisent ; quelque 15 % de la production mondiale, seulement, sont exportés. Les premiers sont l'Australie (231 Mt), l'Indonésie, la Russie et l'Afrique du Sud. Les exportations chinoises ont diminué ces dernières années, la production, malgré une hausse de 50 % en trois ans, ne parvenant pas à maintenir le rythme de la gigantesque demande des centrales électriques chinoises.

### Charbon, environnement et santé
Le charbon a posé et pose encore de nombreux problèmes pour l'environnement et la santé environnementale.
En amont de la filière :
- l'exposition chronique à la poussière de houille et au radon dans les mines ou à leurs abords est un facteur de silicose et de risque de cancer du poumon, retenu par les tableaux de maladies professionnelles ;
- des risques d'accidents (effondrements et coups de grisou) restent importants dans les mines de charbon. Les mineurs utilisaient autrefois un canari en cage, qui, quand il s'agitait, ou même mourait, donnait le signal d'une remontée urgente en raison du manque d'oxygène ou d'une surabondance de CO2 et/ou CO ;
- son extraction (fuites de méthane) et sa combustion contribue au forçage de l'effet de serre et au dérèglement climatique.

En aval de la filière, l'industrie houillère laisse de nombreuses séquelles :
- les fumées et vapeurs issues de la combustion de la houille sont acides et polluantes, contenant notamment des traces de vapeur de mercure et de plusieurs métaux lourds et/ou radioactifs dans certains charbons ;
- les cendres de centrales thermiques au charbon (longtemps considérées comme déchets inertes) sont parfois chargées en métaux lourds, avec des traces, parfois importantes, de radioactivité, de HAP ou d'autres polluants ;
- ces cendres souvent accumulées sur plusieurs mètres de hauteur sur des crassiers sont pour partie emportées par le vent ou la pluie. On les utilise parfois comme fond de couche routière, matériaux de remblai ou de construction, au risque de polluer la nappe et l'environnement ;
- le radon peut continuer à dégazer dans les mines ou le sol fracturé par des affaissements miniers, longtemps après la fin de l'exploitation ;
- le charbon a, dès le XIXe siècle été associé à des activités industrielles lourdes et très polluantes, dont la carbochimie, la production et la métallurgie, souvent en bordure de fleuve, canal ou sur le littoral pour des raisons de transport. Des séquelles environnementales persistent longtemps après l'arrêt de ces activités, avec des impacts graves sur la santé. Par exemple, dans le bassin minier du Nord de la France, la durée moyenne de vie était de dix ans inférieure à la moyenne nationale et elle restait de cinq ans inférieure dans les années 1980-1990 ;
- les dépôts de cendres, souvent oubliés ou dispersés comme matériaux pour le BTP, contiennent souvent de nombreux polluants (dont des dioxines, ou encore du thorium ou de l'uranium radioactif). Une étude faite par J. Bonnemain[21], pour l'Autorité de sûreté nucléaire (ASN), rappelle que ces dépôts devraient être sécurisés et confinés, alors que certains sont encore visités par des pratiquants de motocross ou des chasseurs, et que les dépôts non protégés donnent lieu à des envols et une contamination environnementale par le ruissellement (pour la réglementation française, ces dépôts sont des installations connexes des centrales thermiques et doivent faire l'objet d'une déclaration. Ils sont gérés (ou devraient l'être) par l'opérateur de la centrale thermique, même après son arrêt). Le ministère chargé de l'écologie[22] reconnait que « le suivi radiologique, notamment de la qualité des eaux environnantes au plan radiologique, est le chaînon manquant » pour l'évaluation environnementale et le suivi des impacts des cendres de charbon.

En France, le ministre de l'Écologie a en 2009 demandé aux préfets de mettre en place des mesures de surveillance autour des sites de déchets radioactifs, incluant les dépôts de déchets à « radioactivité naturelle renforcée » (cendres, phosphogypse…). Ce premier état des lieux pourra orienter la stratégie de l'État concernant les risques liés aux cendres de charbon, qui en 2009 étaient encore produites par centaines de milliers de tonnes annuelles, par 19 centrales au charbon (15 pour EDF et 4 pour la SNET) qui en France compensent les besoins que le nucléaire ne peut fournir en période de pointe. Une grande partie des dépôts français a été vendue ou offerte pour le BTP, (terrassement/remblais de tranchées ou d'aménagements routiers, inclusion dans le ciment ou béton, ou comme matériau de remblais pour diverses infrastructures routières ou ferroviaires (TGV Est par exemple). J. Bonnemains, auteur d'une étude faite pour l'ASN estime nécessaire un meilleur contrôle des cendres de charbon, qui nécessite selon lui par « la création d'une structure extérieure aux producteurs pour assurer un suivi longitudinal et contradictoire ».

## Calendrier républicain
Dans le calendrier républicain, la Houille était le nom attribué au 2e jour du mois de nivôse.